# 에티오피아고원멧토끼
에티오피아고원멧토끼(Lepus starcki)는 토끼의 일종이다. 에티오피아 토착종으로 다른 아프리카 멧토끼보다 높은 지대에 제한적으로 서식한다.